# Bouyer Leroux
Bouyer Leroux est un groupe français de fabrication de matériaux de construction fondé en 1955 à la Séguinière, en Maine-et-Loire. Il est leader sur le marché français de la brique en terre cuite. Le Groupe compte une trentaine de filiales, propriétés d'une holding contrôlée par la société Bouyer Leroux. Depuis 1980, la société Bouyer Leroux est une Société coopérative et participative.

## Histoire
L'entreprise qui deviendra par la suite la société Bouyer Leroux est fondée en 1875 à La Séguinière par deux familles, les Bouyer et les Leroux, propriétaires de terres à argile et à bois. Mais c'est en 1955 que la société elle-même est créée, en développant l'activité initiale à l'initiative de Georges-Marie Leroux, grâce aux besoins de reconstruction d'après-guerre. 25 ans plus tard, à l'occasion d'une succession, les deux familles font le constat qu'elles n'ont plus les moyens de racheter l'entreprise. Si des groupes se montrent intéressés pour la racheter, Georges-Marie Leroux privilégie une autre voie. En 1980, la société est transmise en Scop à une cinquantaine de ses salariés et Georges-Marie Leroux en devient le dirigeant.
En 1986, Bouyer Leroux rachète l’usine de terre cuite Produits Rouges à Saint-Martin-des-Fontaines en Vendée.
En 1996, Bouyer Leroux rachète la société SPPF, le leader français du bloc-baie.
En 2004, la société rachète l’usine de terre cuite Jean Rivereau à Saint-Laurent-des-Autels en Maine-et-Loire.
En 2009, Roland Besnard devient Directeur Général de Bouyer Leroux en remplacement de Georges-Marie Leroux qui reste un temps Président du conseil d'administration.
En 2013, Bouyer Leroux rachète, pour 75 millions d'euros, l’activité «structure» d’Imérys terre Cuite, qui devient Bouyer Leroux Structure, filiale de Bouyer Leroux. Du fait de cette acquisition, Bouyer Leroux devient le numéro un français de la brique et des conduits de fumée en terre cuite.
En 2014, le groupe rachète l’activité bardage de Woestlandt, une entreprise basée dans le Pas-de-Calais.
En 2015, le groupe rachète la société SA Robert-Thébault, entreprise basée dans le Finistère spécialisée dans la fabrication de produits industriels en béton.
En 2016, le groupe rachète la société Fermetures Loire-Océan (Flo) à Vezins en Maine-et-Loire. Cette société est spécialisée dans la production de volets roulants, protections solaires,  moustiquaires et portes de garage.
En 2018, le groupe acquiert la société Soprofen, branche volets roulants du groupe Atrya. Au moment de son rachat, la société emploie 400 salariés sur 9 sites, dont 2 en Belgique, permettant un début d'internationalisation pour Bouyer Leroux.
La même année, Bouyer Leroux fusionne avec sa filiale Bouyer Leroux Structure (ex-Imerys), faisant de Bouyer Leroux l'une des plus grandes Scop de France.
En 2019, Bouyer Leroux rachète le groupe Panaget, un groupe français fondé en 1929, spécialisé dans les parquets en chêne d'origine française, employant 150 salariés et disposant de trois sites de production en France, et d'une filiale de distribution aux États-Unis
En 2021, Bouyer Leroux acquiert le Groupe Maine, basé à Ambrières-les-Vallées en Mayenne, qui emploie 220 salariés et est spécialisé dans la fabrication de portails, clôtures, volets, portes de garage, garde-corps et profilé extrudés.
En 2024, Bouyer Leroux rachète le fabricant de pergolas Si Tech implanté à Fréjus dans le Var, qui emploie 25 personnes et a réalisé, en 2023, un chiffre d'affaires de 7 millions d'euros.
En 2025, le groupe coopératif acquiert la société Storipro, spécialisée dans la fabrication de moustiquaires et stores. Storipro est implantée à Cazères en Haute-Garonne et a réalisé, en 2024, un chiffre d'affaires de 3,62 millions d’euros.

## Organisation coopérative
C'est la société Bouyer Leroux, maison mère du Groupe, et qui porte l'activité historique, la production de briques en terre cuite, qui est une Société coopérative et participative. En 2022, elle emploie 550 salariés, sur un total de 2000 dans le Groupe. Les salariés de la Scop sont pratiquement tous sociétaires.
Ces salariés sociétaires se réunissent une fois par an en assemblée générale pour prendre des décisions structurantes pour le Groupe comme l'élection des administrateurs ou la fusion avec sa filiale Bouyer Leroux Structure en 2018,.
Le conseil d'administration est majoritairement composé de salariés-associés élus par l'assemblée générale. Il compte 15 administrateurs et est présidé par le PDG Roland Besnard. C'est lui qui valide les orientations stratégiques.

## Sites de production
Le Groupe Bouyer Leroux compte, en 2021, 29 sites de production. Son siège social est situé à La Séguinière dans le Maine-et-Loire, là où a été fondé le Groupe en 1955.

### Implantations en France
Sept sites français sont consacrés aux produits en terre cuite : La Boissière-du-Doré en Loire-Atlantique, La Séguinière dans le Maine-et-Loire, Saint-Martin-des-Fontaines en Vendée, Gironde-sur-Dropt en Gironde, Colomiers en Haute-Garonne, Mably et Saint-Marcellin-en-Forez dans la Loire. Pour alimenter ces sites de fabrication, le Groupe exploite des carrières d'argile en proximité des sites, notamment cinq dans la région de Cholet.
Onze sites français sont consacrés à la production de menuiserie industrielle : le site de Cholet dans le Maine-et-Loire de la filiale SPPF, le site de Vezins également dans le Maine-et-Loire de sa filiale FLO, les sites d'Ambrières-les-Vallées en Mayenne, Le Mans dans la Sarthe, et Perrignier en Haute-Savoie du Groupe Maine, les sites de Froideconche et Champagney en Haute-Saône, Lassay-les-Châteaux en Mayenne, Marssac-sur-Tarn dans le Tarn, Mertzwiller dans le Bas-Rhin, Cholet dans le Maine-et-Loire de sa filiale Soprofen,,
Trois sites de sa filiale SA Robert-Thébault sont consacrés à la fabrication de produits industriels en béton, à Plouédern dans le Finistère, Mauron dans le Morbihan et Verneuil-sur-Avre dans l'Eure
Trois sites de sa filiale Panaget sont consacrés à la fabrication de parquets, à Bourgbarré et Redon en Ille-et-Vilaine, et Saint-Martin-du-Vieux-Bellême dans l'Orne.

### Implantations à l'international
La filiale Soprofen compte deux sites de production de menuiseries industrielles en Belgique, l'un à Châtelet, près de Charleroi, en Région wallonne et l'autre à Lokeren, en Région flamande.
Sa filiale Panaget dispose d'une filiale de distribution aux États-Unis, PANAGET USA Inc.

## Produits et marques
Le groupe Bouyer Leroux produit des briques, tuiles et bardeaux en terre cuite qu'il commercialise sous les marques Bio'bric, Tégula et Opti'solution.
Bouyer Leroux est présent dans le secteur de la menuiserie industrielle et produit des fermetures pour l'habitat, portails, garde-corps à travers ses filiales SPPF, Flo, Soprofen et Groupe Maine,,.
Le groupe produit également des parquets en chêne à travers sa filiale Panaget, et des produits industriels en béton à travers sa filiale SA Robert-Thébault,.
Le groupe est également présent dans la valorisation des déchets à travers sa filiale Bouyer Leroux Environnement.

## Responsabilité sociétale de l'entreprise
Sur la période 2018-2027, le Groupe indique avoir programmé 76 millions d'euros d'investissements pour réduire sa dépendance aux énergies fossiles, le gaz principalement, dans l'objectif de décarboner 90% de ses outils de production sur l'activité "terre cuite". En 2022, le Groupe annonce avoir déjà décarboné 45% de ses installations à La Séguinière (49), Mably (42), Colomiers (31), Gironde-sur-Dropt (33), et à Saint-Martin-des-Fontaines (85). En 2023, le Groupe annonce qu'un tiers des financements ont déjà été engagés notamment dans l'installation de procédés de cuisson à la sciure de bois et la construction de tours de séchage des briques avant cuisson alimentées en bois déchet issu de la filière éco-mobilier,.